# William Foxwell Albright

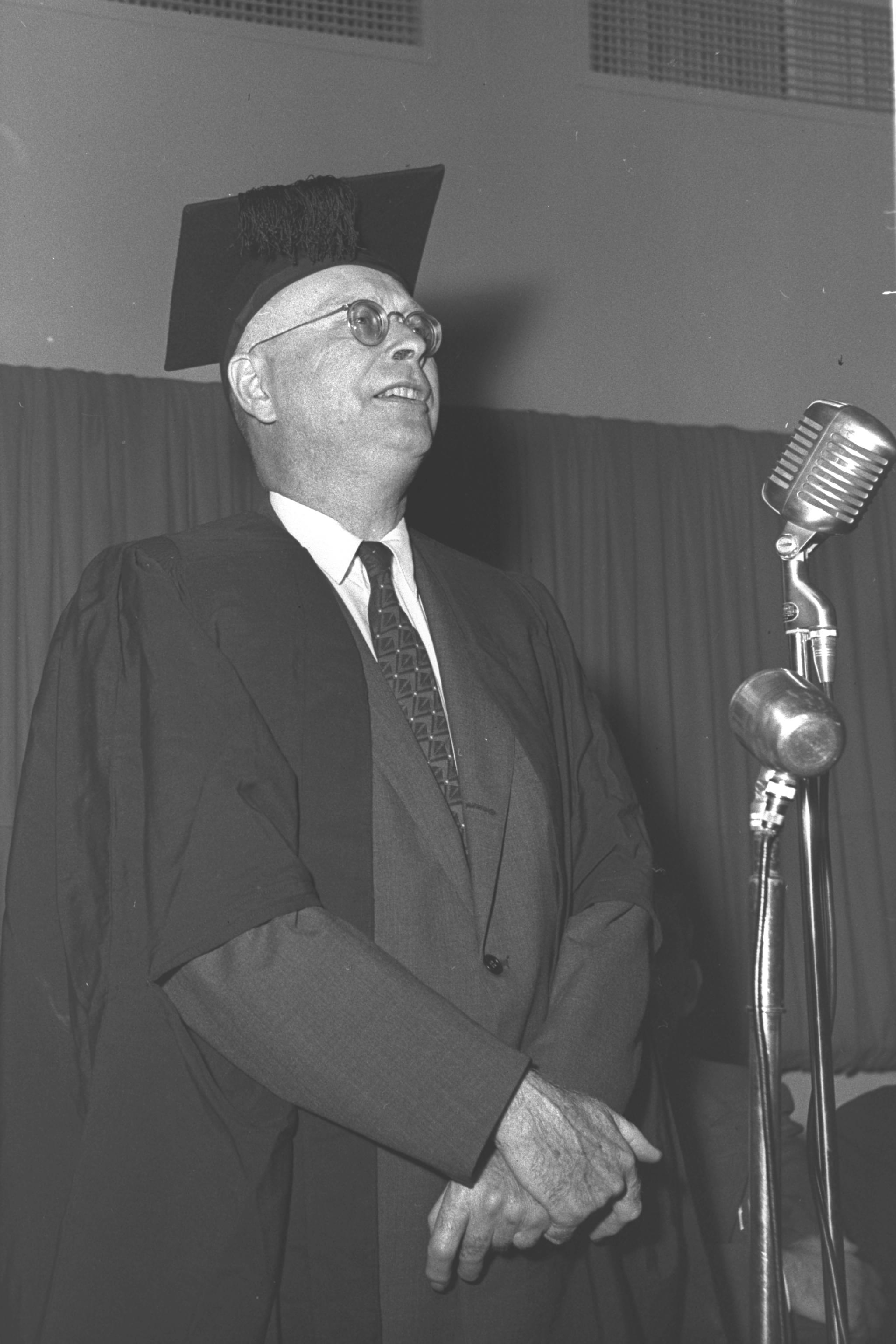
William Foxwell Albright an der Hebräischen Universität von Jerusalem

William Foxwell Albright (* 24. Mai 1891 in Coquimbo, Chile; † 19. September 1971 in Baltimore, USA) war ein US-amerikanischer Biblischer Archäologe und Philologe altorientalischer Sprachen.

## Leben
Albright wurde als ältestes von sechs Kindern eines methodistischen Missionars in Chile geboren. Er studierte an der Upper Iowa University in Fayette (Iowa). 1916 legte er sein Doktorat an der Johns Hopkins University ab und war dort von 1929 bis 1958 Professor für semitische Sprachen. Von 1922 bis 1929 und von 1933 bis 1936 war er zudem Direktor der American School of Oriental Research in Jerusalem.
Albright führte Expeditionen zu den biblischen Stätten in Altsyrien, besonders Palästina, nach Südarabien und in die benachbarten Regionen durch. Nach dem Ersten Weltkrieg leitete der Wissenschaftler eine neue Phase der Biblischen Archäologie ein und entwickelte – zusammen mit seinen Kollegen George Andrew Reisner (1867–1942) und Clarence Stanley Fischer (1876–1941) – die Archäologie, die zuvor lediglich eine weitgehend intuitive wissenschaftliche Grundlage gehabt hatte, zu einer wissenschaftlichen Disziplin. Er wurde durch seine Ausgrabungen in Gibea und auf dem Tell Beit Mirsim bekannt, bei der er die Methode, das Alter einer Kultur anhand von Keramikfunden zu bestimmen, konsequent anwandte, und durch die Identifizierung biblischer Städte. Öffentliche Bekanntheit erlangte Albright durch seine Beiträge zur Authentifizierung der Schriftrollen vom Toten Meer 1948, doch sein wissenschaftlicher Ruf beruht hauptsächlich auf seiner Bedeutung als führender Theoretiker und Praktiker der Biblischen Archäologie.
Albrights Forschungsergebnissen zufolge ist den Aussagen der Bibel deutlich ein historischer Hintergrund zu entnehmen. Er stand damit in Opposition zu vielen Bibelwissenschaftlern des späten 19. und des frühen 20. Jahrhunderts, insbesondere zur Wellhausen-Schule, welche dem Rahmen des Pentateuch und den Büchern Josua und Richter einen historischen Hintergrund absprach. Allerdings hatte die Schule von Albrecht Alt (1883–1956) und Martin Noth (1902–1968) bereits die einseitige Sicht Wellhausens durch hermeneutische und sachlich-exegetische Argumente eingeschränkt. Albright ging jedoch nicht so weit wie Yehezkel Kaufmann (1889–1963), der selbst kleinste Details der biblischen Darstellungen für photorealistische Abbildungen hielt.
Albright fasste sein Lebenswerk zusammen in der Monographie From the Stone Age to Christianity. Monotheism and the Historical Process, Baltimore 1. Aufl. 1940 (deutsch Bern 1948). Das Vorwort zur deutschen Übersetzung seines Buches Die Bibel im Licht der Altertumsforschung (1957) schrieb Otto Eißfeldt, der der Schule von Albrecht Alt nahestand.
Albright erhielt im Laufe seines Lebens zahlreiche Auszeichnungen. 1929 wurde er in die American Philosophical Society, 1955 in die National Academy of Sciences und 1956 in die American Academy of Arts and Sciences gewählt. 1967 wurde er korrespondierendes Mitglied der British Academy. 1957 erhielt er ein Ehrendoktorat der Hebräischen Universität Jerusalem, und 1969 wurde er als erster Nichtjude zum Ehrenbürger von Jerusalem (Jakir Jeruschalajim) ernannt.
Nach Albright ist seit 1970 auch das Albright Institute of Archaeological Research (AIAR) in Ost-Jerusalem benannt, das 1900 als American School of Oriental Research gegründet worden war und heute der American Society of Overseas Research angeschlossen ist.

## Publikationen
- The Archaeology of Palestine: From the Stone Age to Christianity. 1940.
- From the Stone Age to Christianity: Monotheism and the Historical Process. Johns Hopkins Press, 1946.
- Views of the Biblical World. Jerusalem: International Publishing Company J-m Ltd, 1959.
- Yahweh and the Gods of Canaan: An Historical Analysis of Two Contrasting Faiths. 1968.
- zusammen mit C. S. Mann: Matthew: introduction, translation and notes by W.F. Albright and C.S. Mann (= the Anchor Bible series.) Doubleday, New York 1971, ISBN 0-385-08658-X.
- The Biblical Period from Abraham to Ezra.